# 国王问题

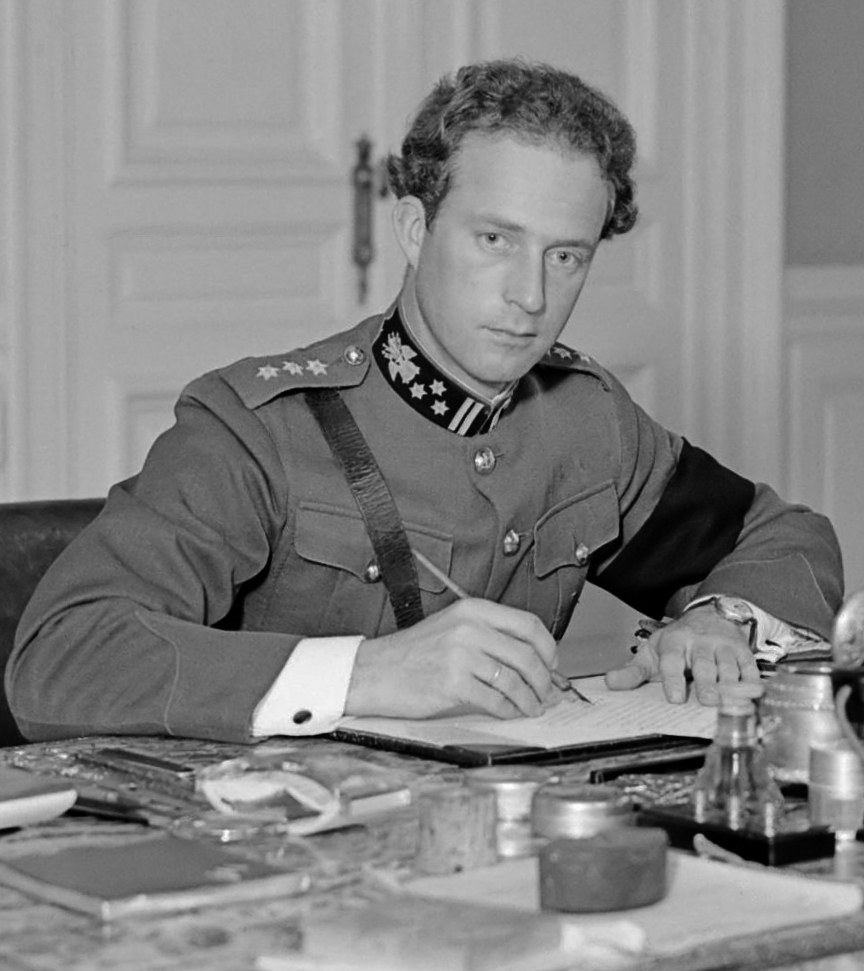
比利时国王利奥波德三世，摄于1934年

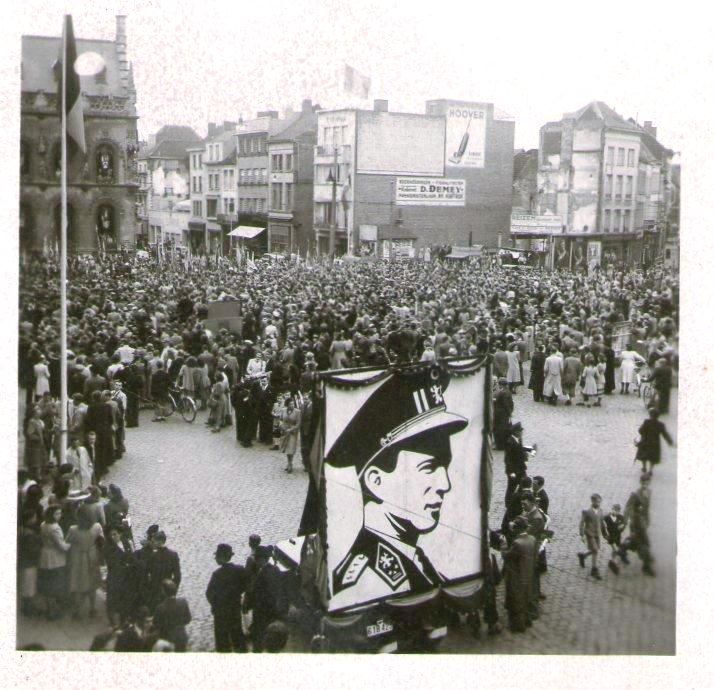
佛兰德地区城市科特赖克支持国王回归的示威游行。

国王问题（法語：question royale）是比利时1945-1951年间的一场重大政治危机，1950年3月至8月间冲突达到高潮。这场危机的焦点是国王利奥波德三世能否回国并恢复其宪法地位，因为有人指控他在第二次世界大战期间的行为违反了《比利时宪法》的规定。1951年，利奥波德三世退位，其子博杜安继位，危机最终得以化解。

## 歷史
这场危机源于1940年德国入侵比利时期间，利奥波德三世与于贝尔·皮埃洛政府之间的分歧。

### 二戰時期
战争爆发时，利奥波德三世指挥了比利时军队。他认为自己作为總司令的宪法地位高于作为国家元首的民间地位，因此拒绝随政府流亡，而是继续坐镇指挥。利奥波德三世拒绝服从政府的命令，标志着一场宪政危机。
1940年5月28日，利奥波德三世通过谈判向德国投降，因此广受谴责。在随后的德占期间，利奥波德三世被软禁在皇家城堡内，他因与比利时大众同甘共苦而受到称赞。
在1944年盟军解放比利时前不久，利奥波德三世一家被纳粹驱逐到德国，关押在萨克森州希尔施施泰因的一座堡垒中，后又被关押在奥地利施特罗布尔。他的弟弟佛兰德伯爵夏尔王子当选为攝政。根据宪法，国王被正式宣布“无法执政”。

### 二戰之後
1945年5月初，美军第106骑兵团解救了利奥波德三世一家。
由于国家在国王能否复职的问题上存在政治分歧，而且左翼势力在政治上占主导地位，利奥波德三世与妻儿无法返回比利时，而是在瑞士日内瓦附近的普雷尼-尚贝西流亡了六年。
1950年，新的中右翼政府组织了一次全国公民投票，以决定利奥波德三世能否复位。
虽然利奥波德派取得了胜利，但佛兰德地区与布鲁塞尔和瓦隆尼亚地区却出现了严重的意见分歧。佛兰德地区民众普遍支持国王回国，而布鲁塞尔和瓦隆尼亚地区民众则普遍反对国王回国。
1950年7月，利奥波德三世返回比利时，瓦隆尼亚地区爆发了大规模抗议活动和總罷工。7月30日，格拉斯-贝勒尔的四名示威者死于宪兵枪下，骚乱达到高潮。
随着局势迅速恶化，1950年8月1日，利奥波德三世宣布退位。
经过一段过渡期后，他于1951年7月正式退位，由其子博杜安继位。

## 书目
- Gérard-Libois, Jules; Gotovitch, José. . Brussels: Crisp. 1991. ISBN 978-2-87311-005-5.
- Moureux, Serge. . Brussels: Luc Pire. 2002. ISBN 978-2-87415-142-2.
- Ramón Arango, E. . Baltimore: Johns Hopkins Press. 1963. OCLC 5357114.
- Stengers, Jean. . Paris: Duculot. 1980. OCLC 644400689.
- Stengers, Jean. . Brussels: Lanoo. 2013. ISBN 978-2-87386-567-2.
- Van Doorslaer, Rudi; Verhoeyen, Etienne. . Antwerp: EPO. 1987. OCLC 466179092.
- Velaers, Jan; Van Goethem, Herman.  3rd. Tielt: Lannoo. 2001. ISBN 978-90-209-4643-7.